# Аллотей, Лав
Лав Аллотей (англ. Love Allotey; 16 декабря 1936 — апрель 1996) — ганский профессиональный боксер, выступавший в лёгкой, второй полулёгкой и полулёгкой весовых категориях.  Чемпион Ганы (1959), Чемпион стран Содружества (1967) и претендент на титулы чемпиона мира по версиям WBC и WBA.

## Карьера
Лав Аллотей дебютировал на профессиональном ринге 1 ноября 1956 года, одержав победу над Флойдом Робертсоном, но затем проиграл 5 боев подряд (3 из них Робертсону). 6 июня 1959 года в бою против своего соотечественника Джо Тетте выиграл вакантный титул чемпиона Ганы в полулёгком весе. 8 апреля 1964 года вновь (в 5-й раз) встретился с Флойдом Робертсоном в бою за титул чемпиона стран Содружества (Британской империи) в полулёгком весе, поединок завершился победой Флойда по очкам. 
16 ноября 1963 года попытался завоевать титулы чемпиона мира во втором легчайшем весе по версиям WBA и WBC, которые принадлежали Габриэлю Элорде. Аллотей был дисквалифицирован в 11-м раунде и победу одержал Элорде. 7 октября 1967 года в бою с Дэнни Грантом выиграл титул чемпиона стран Содружества в лёгком весе, но уже 27 июля 1968 года уступил титул Перси Хейлзу. 
22 августа 1975 года провёл свой последний профессиональный бой, который завершился поражением по очкам. За свою карьеру Аллотей провёл 66 боев, в 41 поединке одержал победу (7 досрочно), 21 поединок проиграл (1 досрочно) и 4 свёл в ничью.